# Эдвардс, Джон Гордон
Джон Гордон Эдвардс (англ. John Gordon Edwards; 24 июня 1867, Монреаль, Канада — 31 декабря 1925) — американский кинорежиссёр, продюсер, сценарист и актёр эпохи немого кино, работавший преимущественно на студии Fox Film. Несмотря на активную режиссёрскую деятельность, его имя оказалось почти забытым, главным образом из-за ранней смерти и утраты большей части его фильмов.

## Биография

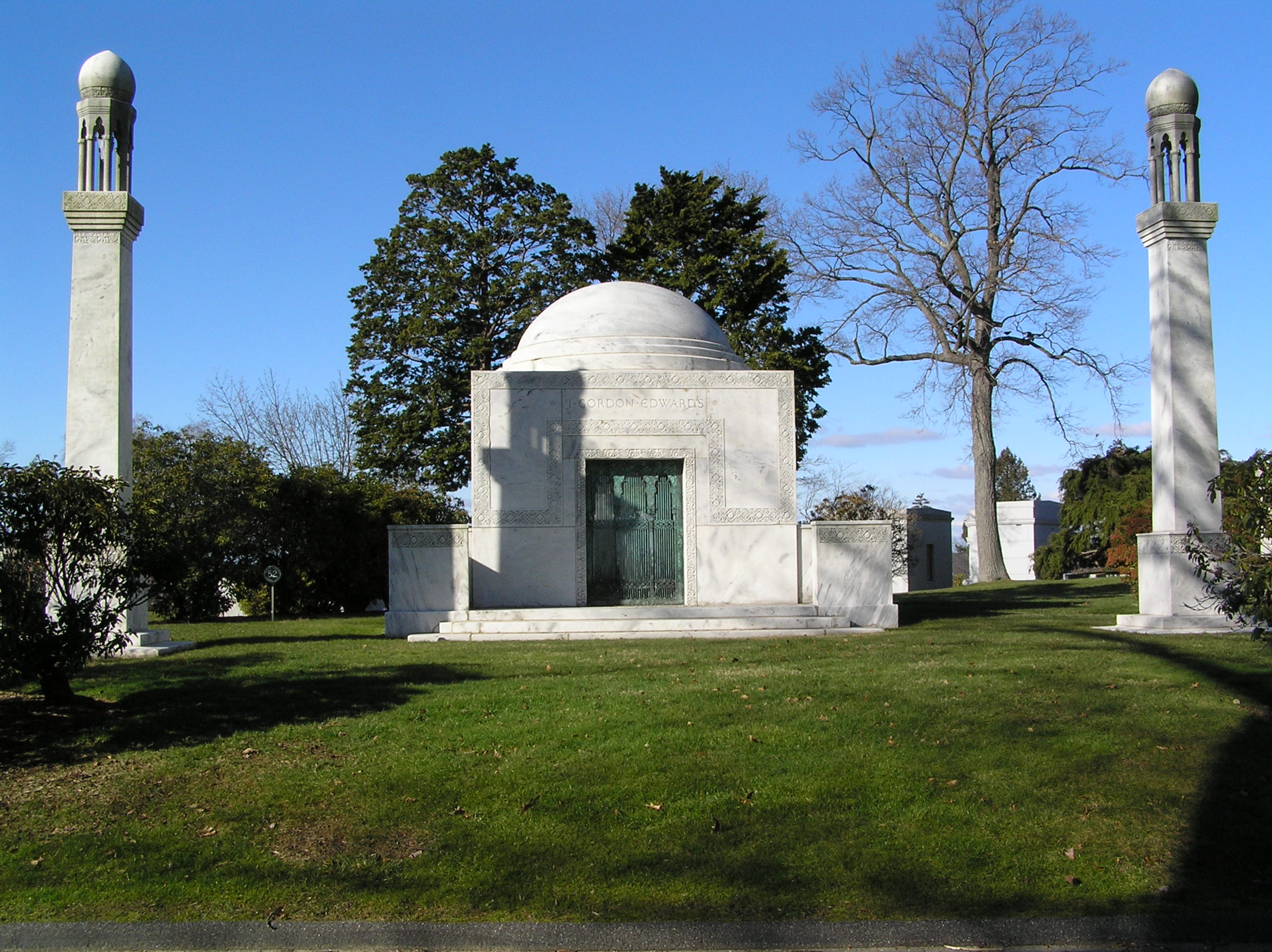
Могила Дж. Гордона Эдвардса

В отличие от своих современников — таких как Дэвид Уорк Гриффит, Сесил Б. Демилль и Герберт Бренон — Эдвардс не стремился к публичному признанию. Он практически не давал интервью, не писал автобиографии и предпочитал оставаться в тени продюсера Уильяма Фокса и звёзд, с которыми работал. Его репутация формировалась в основном через рекламные материалы студии, а не через собственные заявления. В результате его вклад в историю американского кино долгое время оставался в тени, несмотря на то, что он считался одним из ведущих постановщиков киностудии Fox в 1910-х и начале 1920-х годов. Практически вся информация о режиссёрских методах Эдвардса сохранилась в пересказах — статьях о его фильмах и воспоминаниях коллег по работе.
Канадского происхождения. Родился в шотландско-французской семье. Начал свою карьеру как театральный актёр и режиссёр.
Как режиссёр дебютировал в 1914 году с фильмом «Святой Эльм». Режиссировал в 1916—1919 годах многие сверхбюджетные фильмы «Fox Film Corporation».
За свою карьеру в кинематографе как режиссёр снял 54 фильма, написал около 5 сценариев, продюсировал 4 фильма.
Позже был директором известной киностудии «Fox». Практически все его фильмы (кроме нескольких копий низкого качества) производства Fox Studios были утеряны во время пожара в хранилище Fox в 1937 году, который унес 75 % всех фильмов «Fox», снятых до 1930 года.
Был отчимом режиссёра Блейка Эдвардса.
Умер в Нью-Йорке от пневмонии в возрасте 58 лет. Похоронен на кладбище Кенсико в городе Валгалла, штат Нью-Йорк.

## Режиссёр
- St. Elmo (1914)
- Life's Shop Window / Витрина магазина жизни (1914)
- A Woman's Resurrection (1915)
- Anna Karenina (1915)
- Should a Mother Tell (1915)
- The Song of Hate (1915)
- The Blindness of Devotion (1915)
- The Unfaithful Wife (1915)
- The Galley Slave (1915)
- Under Two Flags (1916)
- Her Double Life (1916)
- A Wife's Sacrifice (1916)
- The Vixen / Лисица (фильм)(1916)
- The Green-Eyed Monster (1916)
- Romeo and Juliet / Ромео и Джульетта (1916)
- The Spider and the Fly (1916)
- The Tiger Woman (1917)
- Tangled Lives (1917)
- Her Greatest Love (1917)
- The Rose of Blood / Кровавая роза (1917)
- Madame Du Barry (1917)
- Heart and Soul (1917)
- The Darling of Paris (1917)
- Cleopatra / Клеопатра (1917)
- Camille (1917)
- When a Woman Sins (1918)
- Under the Yoke (1918)
- The Soul of Buddha (1918)
- The She Devil (1918)
- Salome / Саломея (1918)
- The Forbidden Path (1918)
- A Woman There Was (1919)
- Wolves of the Night (1919)
- Wings of the Morning (1919)
- When Men Desire (1919)
- The Siren's Song (1919)
- The Lone Star Ranger (1919)
- The Light (1919)
- The Last of the Duanes (1919)
- The Orphan (1920)
- Heart Strings (1920)
- If I Were King (1920)
- Drag Harlan (1920)
- The Adventurer (1920)
- The Joyous Troublemaker (1920)
- The Scuttlers (1920)
- The Queen of Sheba (1921)
- His Greatest Sacrifice (1921)
- Nero (1922) - lost
- The Silent Command / Бесшумная команда (1923)
- The Net
- It Is the Law (1924)

## Сценарист
- The Queen of Sheba (1921)
- A Wife's Sacrifice (1916)
- The Blindness of Devotion (1915)